# Barbara Izgarević
Barbara Izgarević (NIkšić, Crna Gora, 18. septembar 1994) je srpska futsal igračica. Nastupa za ženski malonogometni klub Meteora Futsal iz Zagreba, Hrvatska sa kojim se takmiči u Prvoj malonogometnoj futsal ligi za žene. Članica je ženske futsal reprezentacije Srbije i univerzitetskе reprezentaciju Beograda. Prvi je ženski futsal trener u Srbiji sa nacionalnom licencom od 2015. godine.

## Sportska karijera
Počela je da trenira fudbal 2004. godine u ŽFK Bandiniju, da bi potom nastupala za ŽFK LASK iz Lazarevca, ŽFK Sloga i ŽFK Požarevac gde je 2016. godine završila svoju fudbalsku karijeru.
Upisivanjem osnovnih studija na Fakultetu sporta i fizičkog vaspitanja 2012. godine počinje aktivno pored fudbala da igra i futsal. Sa Marijom Armuš začetnica je ženskog futsala u Srbiji, i najzaslužnije za osnivanje reprezentacije i njen odlazak na Evropsku univerzijadu, kada je trener i selektor bio Dušan Matić. Nastupala je za univerzitetsku reprezentaciju Beograda. Prvi nastup ženska futsal Univerzitetska reprezentacija zabeležila je 2016. godine kada Beogradski Univerzitet osvaja državno prvenstvo i plasira se na Evropsku univerzijadu gde zauzima 8. mesto.
Sezonu 2017/18, 2018/19 i 2019/20 je nastupala za zagrebački malonogometni klub Meteora Futsal sa kojim je ujedno napravila prvi ženski inostrani futsal transfer. U isto vreme sa njom su trasfer napravile i Marija Armuš i Jovana Jevremović. Na turnirima igra za trofejnu i prestižnu ekipu SIND.
Od osnivanja ženske futsal A reprezentacije je na raspolaganju selektora Dejana Majesa. Nastupala je i na prvom UEFA Evropskom futsal prvenstvu 2018. godine, gde je dala prvi gol za Srbiju na kvalifikacijama za Evropsko prvenstvo. Nastupala je  za reprezentaciju kada je osvojila Kup četiri nacije u konkurenciji reprezentacija Slovenije, Slovačke i Češke.

## Spoljašnje veze
- Kup četiri nacije